# KNOX (protein)
De såkaldte KNotted1-like homeobOX proteiner eller bare KNOX koder for dannelse af stoffer, som regulerer foldningen af bestemte proteiner. De vedligeholder en vigtig og kraftigt virkende cellegruppe i topskuddets vækstpunkt, det apikale meristem. I disse punkter grundlægges karplanternes opbygning af deres overjordiske del. KNOXproteinerne styrer ganske bestemte gener, som kontrollerer balancen mellem hormonerne i meristemet, og de virker sammen med en anden gruppe af foldningsstyrende proteiner, som kaldes BELLfamilien.
Undersøgelser af genetiske systemer både i den grundlæggende del af landplanternes fylogenetik og hos de nulevende blomsterplanter har vist helt ukendte funktionsmåder for KNOXproteinernes for regulering af planternes form (plantemorfologi) og for de mange forskelle mellem plantegrupperne.

## Eksterne links
- Sarah Hake, Harley M.S. Smith, Hans Holtan, Enrico Magnani, Giovanni Mele og Julio Ramirez: The Role of KNOX Genes in Plant Development i Annual Review of Cell Development Biology, 2004, 20 side 125-151 (engelsk)

## Note
1. ↑  Angela Hay og Miltos Tsiantis: KNOX genes: versatile regulators of plant development and diversity - grundige (men meget tekniske) forklaringer og en omfattende litteraturliste (på (engelsk))